# Feinde von gestern
Feinde von gestern (Originaltitel: Yesterday’s Enemy) ist ein britischer Kriegsfilm aus dem Jahr 1959, den Val Guest für die Hammer Films inszenierte.

## Handlung
Während des Zweiten Weltkrieges unternimmt eine Truppe britischer Soldaten eine Patrouille durch den burmesischen Dschungel. Kommandiert vom skrupellosen Captain Langford schlagen sich die Männer durch die Wildnis. Das Funkgerät ist durch Wasser zerstört und damit der Kontakt mit dem Hauptquartier unterbrochen. Brigadier, einer der Offiziere, ist zudem schwer verletzt. Nach der Überquerung eines Flusses nähert sich die Truppe einem kleinen Dorf. Salven aus Maschinengewehren, abgefeuert von Japanern, die sich im Dorf versteckt halten, gehen auf die Briten nieder. Langfords Männer können acht japanische Soldaten und ihren Colonel töten. Dazu nehmen sie einen Burmesen fest, der für die Japaner gearbeitet hat. Langford befragt den Mann über den Colonel und über eine Karte mit unbekannten Zeichen, die gefunden wurde. Der Mann weigert sich zu reden. Langford droht, zwei Dorfbewohner töten zu lassen, solange sich der Mann weigere.
Langfords Härte stößt besonders beim Kriegskorrespondenten Max und dem Feldkaplan, der nur Padre genannt wird, auf Ablehnung. Hingegen unterstützt Sergeant McKenzie Langfords Drohungen und tötet zwei der Bewohner. Der Gefangene ist nun voller Panik und erzählt Langford, dass die Karte kodiert sei. Sie ist der Plan für einen Hinterhalt, der die Briten von ihren Nachschublinien abschneide. Langford erkennt, dass das Leben von Tausenden von britischen Soldaten bedroht ist. Er befiehlt McKenzie, den Gefangenen zu töten, damit die Japaner nicht erfahren, dass die Karte dechiffriert und damit der Plan bekannt ist. Damit das Hauptquartier so schnell wie möglich informiert wird, entscheidet Langford, die Verwundeten zurückzulassen. Auch diese Entscheidung empört Max und Padre, doch der verwundete Brigadier informiert sie, dass die Verwundeten selber dazu entschlossen seien, zurückzubleiben.
Eine Division Japaner wird in der Gegend ausgemacht. Langford erkennt, dass seine Truppe im Dorf bleiben muss, damit die Japaner keinen Verdacht schöpfen. Er beordert McKenzie, Max und Padre, sich zum Hauptquartier durchzuschlagen. Zur gleichen Zeit soll versucht werden, das Funkgerät zu reparieren. Max und Padre wird klar, dass sie McKenzie auf dem Marsch nur aufhalten würden. Sie wollen im Dorf bleiben. Langford schickt McKenzie mit zwei anderen Soldaten los, doch sie werden schon bald von den Japanern getötet. Im Dorf kämpft Langfords Stellvertreter, 2nd Lieutenant Hastings, mit seiner Todesangst. Die Japaner stoßen zum Dorf vor. Langford will einen Hinterhalt am Fluss legen, doch einer der Soldaten feuert zu früh. Dadurch sind die Japaner alarmiert und können die Briten gefangen nehmen.
Der japanische Kommandant, Major Yamazaki, wundert sich, warum die Briten im Dorf geblieben sind, obwohl sie leicht hätten entfliehen können. Um Langford zum Reden zu bringen, droht er damit, seine Männer hinrichten zu lassen, bis er redet. Langford protestiert, dass Yamazaki ehrenlos handele, doch Yamazaki erklärt, es gäbe keine Moral im Krieg. Yamazaki lässt die Briten vor einem Exekutionskommando antreten. Langford schaut durch ein Fenster in seiner Hütte zu. Yamazaki lässt ihm zwei Minuten Bedenkzeit, dann werden seine Männer schießen. Langford springt zum Funkgerät und wird erschossen. Die anderen Soldaten sehen ihrer Erschießung entgegen, während Padre für sie betet. Im Hintergrund hört man die Radioansprache des britischen Truppenkommandeurs, der den Mut seiner Männer lobt.

## Kritik
Das Lexikon des internationalen Films über den Film: Der Parallelfall zweier Offiziere, eines Briten und eines Japaners, die wegen taktischer Notwendigkeiten rechtswidrig Erschießungen anordnen, wirft die Frage nach der Möglichkeit sittlichen Handelns im totalen Krieg auf. Der ernsthaft und eindringlich gestaltete Film enthält sich einer abschließenden eigenen Antwort.
Auch die Kritik der katholischen Bischofskonferenz USCCB hebt hervor, dass das kompromisslose Kriegsdrama in effektiver Weise moralische Fragen militärischer Zweckmäßigkeit und elementarer Menschenrechte aufwerfe. Hohe Spannung inmitten Kriegsbrutalität.
Das Portal „Britmovie“ bezeichnet den Film als zynisches Kriegsdrama, das mit einer Kinotradition breche, indem die Briten nicht als ehrenhaft im Kampf dargestellt werden.

## Auszeichnungen
Der Film wurde 1960 für vier BAFTA Film Awards nominiert, konnte jedoch keinen gewinnen. Nominiert waren Val Guest in den Kategorien Bester Film und Bester britischer Film sowie Stanley Baker und Gordon Jackson in der Kategorie Bester britischer Darsteller.

## Hintergrund
Die Produktion ist einer der wenigen Filme, die im Ausland eher Premiere hatten, als im Produktionsland selber. So kam der Film in Japan schon am 11. Juli 1959 und in Deutschland am 11. September 1959 in die Kinos, in Großbritannien hingegen erst am 14. September 1959.